# Enrica Marasca
Enrica Marasca (Priverno, 10 de marzo de 1983) es una deportista italiana que compitió en remo.
Ganó dos medallas de bronce en el Campeonato Mundial de Remo, en los años 2012 y 2013, y tres medallas en el Campeonato Europeo de Remo entre los años 2010 y 2012.

## Palmarés internacional
| Campeonato Mundial | Campeonato Mundial          | Campeonato Mundial | Campeonato Mundial  |
| Año                | Lugar                       | Medalla            | Prueba              |
| ------------------ | --------------------------- | ------------------ | ------------------- |
| 2012               | Plovdiv (Bulgaria)          | Medalla de bronce  | Cuatro scull ligero |
| 2013               | Chungju (Corea del Sur)     | Medalla de bronce  | Cuatro scull ligero |
| Campeonato Europeo |                             |                    |                     |
| Año                | Lugar                       | Medalla            | Prueba              |
| 2010               | Montemor-o-Velho (Portugal) | Medalla de oro     | Cuatro scull ligero |
| 2011               | Plovdiv (Bulgaria)          | Medalla de bronce  | Doble scull ligero  |
| 2012               | Varese (Italia)             | Medalla de plata   | Ocho con timonel    |